# Gian Carlo Messa
Giovanni Carlo Emilio Messa, detto Gian Carlo (Menaggio, 29 ottobre 1867 – Menaggio, 16 settembre 1945) è stato un magistrato, giurista e politico italiano.
Entrato in magistratura nel 1889, è stato primo presidente della Corte di appello di Trieste e vice avvocato generale dello Stato. Agente del Governo italiano presso i tribunali arbitrali misti sorti in dipendenza dei trattati di pace è stato membro delle commissioni per il dopoguerra, per l'araldica lombarda e per l'unificazione del diritto delle obbligazioni per le nazioni alleate.

## Opere
- Del contratto di mutuo. Estratto dalla Enciclopedia Giuridica Italiana, XV, 585. Milano: Società Editrice Libraria, 1900
- Dell'infamia secondo il diritto romano . Milano: Società Editrice Libraria, 1901
- L'ingenuitas nel diritto romano. Enciclopedia Giuridica Italiana, 1902. Milano: Società Editrice Libraria, 1902
- Institutiones, Enciclopedia giuridica italiana, 1903. Milano: Società Editrice Libraria, 1903
- Della sostituzione "si heres non nupserit". Monitore dei tribunali, n. 30., a. 1904. Milano: Società Editrice Libraria, 1904
- La procedura romana degli interdicta, Enciclopedia Giuridica Italiana, 1905. Milano: Società Editrice Libraria, 1905
- Teoria generale degli interessi, Milano: Società Editrice Libraria, 1907.
- L'obbligazione degli interessi e le sue fonti : teorie generali, interessi di mora, interessi compensativi, interessi convenzionali, il contratto di mutuo. Milano: Società editrice libraria, 1911
- Lineamenti del contratto di mutuo secondo il nuovo Codice civile, Monitore dei tribunali, 1941, n. 20. Milano: Società Editrice Libraria, 1941. Milano: Società editrice libraria, 1932
- Il contratto di mutuo nel progetto di Codice delle obbligazioni e dei contratti. Milano: Società editrice libraria, 1939
- Verso il tramonto legislativo di un vetusto istituto giuridico, Monitore dei tribunali, n. 4, 1940. Milano: Società editrice libraria, 1940